# إيفير نوغيرا دو بينهو
إيفير نوغيرا دو بينهو (6 نوفمبر 1951 - 31 مارس 2021) سياسي برازيلي ومهندس مدني ورجل أعمال.

## السيرة الشخصية
شغل في البداية منصب نائب عمدة بيتيم من عام 1989 إلى عام 1990 قبل أن يصبح عمدة من عام 1991 إلى عام 1992. ثم تم انتخابه لعضوية الجمعية التشريعية لميناس جيرايس، حيث خدم في الفترة من 1995 إلى 2011، على الرغم من أنه ترك منصبه من 1 يناير 1999 إلى 30 مارس 2000 للعمل كوزير دولة للرياضة في حكومة إيتامار فرانكو.
توفي إيفير نوغيرا دو بينهو في بيلو هوريزونتي في 31 مارس 2021 عن عمر يناهز 69 عامًا.